# Ergasilus anchoratus
Ergasilus anchoratus is een eenoogkreeftjessoort uit de familie van de Ergasilidae. De wetenschappelijke naam van de soort is voor het eerst geldig gepubliceerd in 1946 door Markevich.